# تارا باب‌الفتح
تارا باب‌الفتح (زادهٔ ۳ ژانویه ۲۰۰۶) جودوکار سوئدی است.

## خانواده
تارا باب‌الفتح دختر محمد باب‌الفتح کشتی‌گیر ایرانی‌الاصل سوئدی است که در بازی‌های المپیک تابستانی ۲۰۰۴ شرکت کرده است. مادرش هم ایدا هلستروم کشتی‌گیر سوئدی است که چهار مدال قهرمانی جهان را کسب کرده است.

## جودو
باب‌الفتح مدال طلای قهرمانی کادت اروپا در پرچ ۲۰۲۲ را به دست آورد. او در سال ۲۰۲۴ در گرند اسلم باکو مدال طلا و در گرند اسلم تاشکند مدال برنز گرفت. در مسابقات جهانی ۲۰۲۴ ابوظبی، باب‌الفتح مدال برنز را به دست آورد و به بازی‌های المپیک تابستانی ۲۰۲۴ راه یافت. او در بازی‌های المپیک تابستانی ۲۰۲۴ مدال برنز وزن ۴۸ کیلوگرم زنان را به دست آورد.